# Huracán Flossie (2007)
El Huracán Flossie fue la sexta tormenta en recibir dicho nombre, segundo huracán y primer huracán Mayor ("Major") de la Temporada de huracanes del Pacífico de 2007, su desplazamiento fue muy cerca de la Isla de Hawái, en Estados Unidos.

## Preparativos e impacto
En Punaluʻu Beach Park se reportó un oleaje de 4.6-6.1 m, y; en Pohoiki de 3.0-6.1 m. Con vientos sostenidos de más de 65 km/h, y rachas de hasta 77 km/h, a su paso por Ka Lae.
La mañana del 13 de agosto de 2007 fue declarado el estado de emergencia por la gobernadora de Hawái, Linda Lingle.

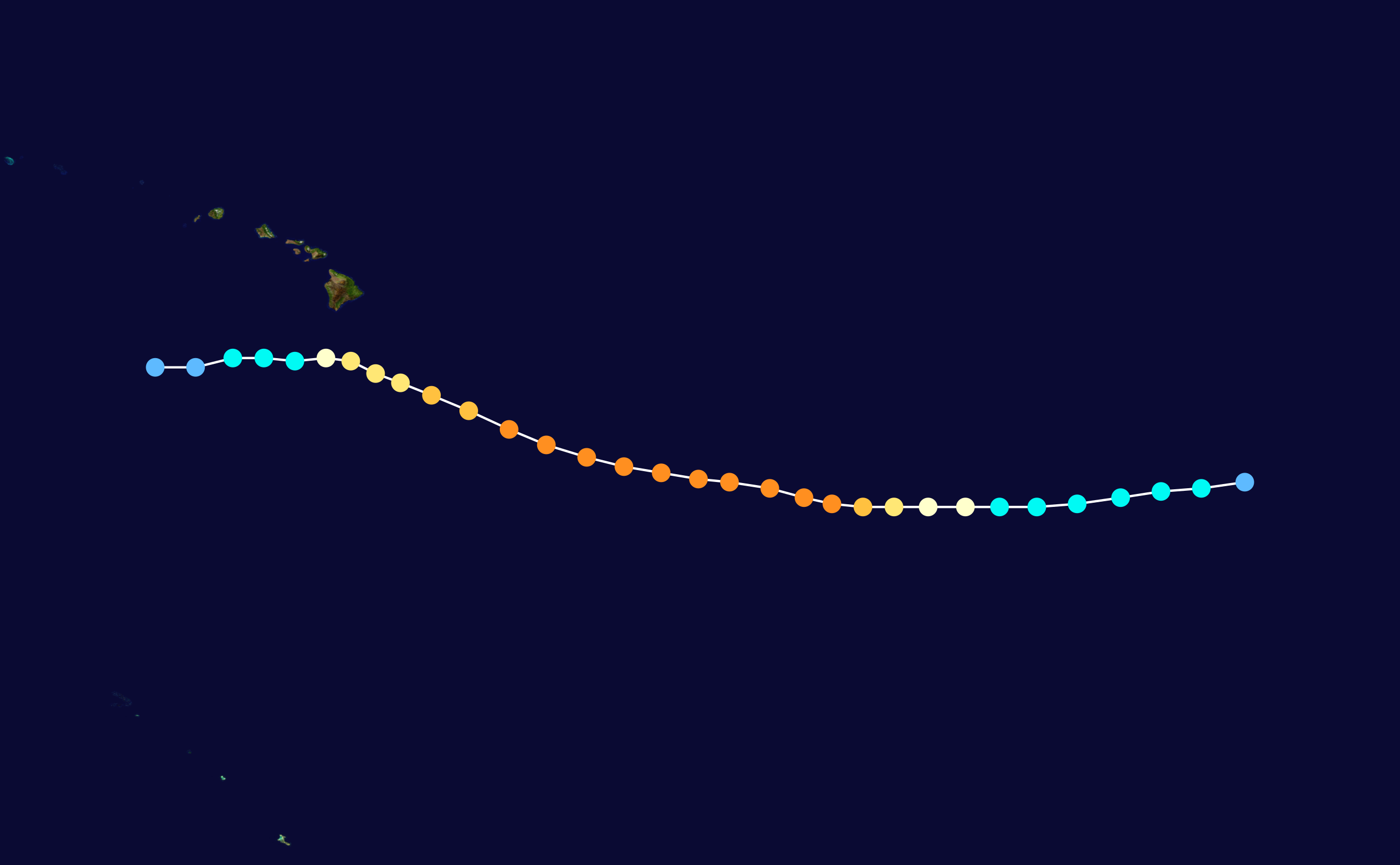
Trayectoria del Huracán Flossie.